# Olympisch kwalificatietoernooi handbal 2008
Het Olympisch kwalificatietoernooi handbal was de laatste mogelijkheid voor landen die zich nog niet hadden gekwalificeerd om zich te plaatsen voor het Olympische Spelen van Peking (2008). Zowel bij de mannen als bij de vrouwen waren er nog zes plaatsen beschikbaar. In maart en mei/juni 2008 speelden zowel bij de mannen als bij de vrouwen twaalf landen, in drie groepen van vier, om zes beschikbare plaatsen.

## Kwalificatie-eisen Olympisch kwalificatietoernooi
Er zijn drie Olympische kwalificatietoernooien, met in totaal twaalf deelnemers:
- De beste zes landen van het wereldkampioenschap mannen als vrouwen van 2007 die zich nog niet eerder hebben gekwalificeerd.
- De hoogst gerangschikte teams van elk van de continentale kwalificatiemomenten (die zich nog niet eerder hebben gekwalificeerd).
- Op het wereldkampioenschap 2007 wordt een continentenranglijst opgesteld om het aantal extra deelnemers op de kwalificatietoernooien te bepalen. Het beste continent ontvangt één extra plaats. De laatste extra plaats komt toe aan een team uit Oceanië, mits deze eindigt tussen plaats 8 en 12 op het wereldkampioenschap. Als geen team uit Oceanië hieraan voldoet, ontvangt het tweede beste continent een extra plaats. De extra plaatsen gaan naar de beste niet gekwalificeerde teams van de continentale kwalificatiemomenten.
- De twaalf beste teams worden verdeeld over drie poules van vier teams conform onderstaand schema. De top twee van elke poule kwalificeert zich voor de Olympische Spelen.

| Olympisch kwalificatietoernooi 2008 #1                                                                    | Olympisch kwalificatietoernooi 2008 #2                                                                               | Olympisch kwalificatietoernooi 2008 #3 |
| --- | --- | --- |
| - 2e wereldkampioenschap - 7e wereldkampioenschap - 2e Europees kampioenschap - 2e Pan-Amerikaanse Spelen | - 3e wereldkampioenschap - 6e wereldkampioenschap - 2e Afrikaans kampioenschap - Beste continent wereldkampioenschap | - 4e wereldkampioenschap - 5e wereldkampioenschap - 2e Aziatisch kwalificatietoernooi - Land uit Oceanië (mits tussen plaats 8-12 WK)/2e beste continent wereldkampioenschap |

## Mannen
| OKT #1                                                                   | OKT #2                                                                                           | OKT #3                                                                                  |
| ------------------------------------------------------------------------ | ------------------------------------------------------------------------------------------------ | --------------------------------------------------------------------------------------- |
| - 2e WK: Polen - 7e WK: IJsland - 5e EK: Zweden - 2e Amerika: Argentinië | - 3e WK: Frankrijk - 6e WK: Spanje - 2e Afrika: Tunesië - Beste continent WK (Europa): Noorwegen | - 4e WK: Kroatië - 5e WK: Rusland - 2e Azië: Japan - 2e continent WK (Afrika): Algerije |

### OKT #1 inWrocław

#### Wedstrijden
| Datum  | Tijd  |            | Score         |            |
| ------ | ----- | ---------- | ------------- | ---------- |
| 30 mei | 18:00 | IJsland    | 36–27 (19–13) | Argentinië |
| 30 mei | 20:15 | Polen      | 22–22 (10–10) | Zweden     |
| 31 mei | 18:00 | Zweden     | 33–21 (17–7)  | Argentinië |
| 31 mei | 20:15 | Polen      | 34–28 (15–12) | IJsland    |
| 1 juni | 18:00 | Zweden     | 25–29 (13–13) | IJsland    |
| 1 juni | 20:30 | Argentinië | 26–28 (11–13) | Polen      |

#### Eindstand
| № | Land       | Wedstrijden | Wedstrijden | Wedstrijden | Wedstrijden | Doelpunten | Doelpunten | Doelpunten | Punten |
| - | ---------- | ----------- | ----------- | ----------- | ----------- | ---------- | ---------- | ---------- | ------ |
| № | Land       | G           | W           | G           | V           | V          | T          | Saldo      | Punten |
| 1 | Polen      | 3           | 2           | 1           | 0           | 84         | 76         | +18        | 5      |
| 2 | IJsland    | 3           | 2           | 0           | 1           | 93         | 86         | +7         | 4      |
| 3 | Zweden     | 3           | 1           | 1           | 1           | 80         | 72         | +8         | 3      |
| 4 | Argentinië | 3           | 0           | 0           | 3           | 74         | 97         | –23        | 0      |

### OKT #2 inParijs

#### Wedstrijden
| Datum  | Tijd  |           | Score         |           |
| ------ | ----- | --------- | ------------- | --------- |
| 30 mei | 19:30 | Frankrijk | 34–25 (15–8)  | Tunesië   |
| 30 mei | 21:30 | Spanje    | 33–31 (18–17) | Noorwegen |
| 31 mei | 17:00 | Frankrijk | 28–24 (16–13) | Spanje    |
| 31 mei | 19:30 | Tunesië   | 30–30 (18–17) | Noorwegen |
| 1 juni | 14:30 | Tunesië   | 28–29 (14–16) | Spanje    |
| 1 juni | 16:30 | Noorwegen | 23–28 (15–13) | Frankrijk |

#### Eindstand
| № | Land      | Wedstrijden | Wedstrijden | Wedstrijden | Wedstrijden | Doelpunten | Doelpunten | Doelpunten | Punten |
| - | --------- | ----------- | ----------- | ----------- | ----------- | ---------- | ---------- | ---------- | ------ |
| № | Land      | G           | W           | G           | V           | V          | T          | Saldo      | Punten |
| 1 | Frankrijk | 3           | 3           | 0           | 0           | 90         | 72         | +18        | 6      |
| 2 | Spanje    | 3           | 2           | 0           | 1           | 86         | 87         | –1         | 4      |
| 3 | Noorwegen | 3           | 0           | 1           | 2           | 84         | 91         | –7         | 1      |
| 4 | Tunesië   | 3           | 0           | 1           | 2           | 83         | 93         | –10        | 1      |

### OKT #3 inZadar

#### Wedstrijden
| Datum  | Tijd  |          | Score         |          |
| ------ | ----- | -------- | ------------- | -------- |
| 30 mei | 15:30 | Rusland  | 39–12 (19–5)  | Algerije |
| 30 mei | 17:30 | Kroatië  | 37–22 (19–11) | Japan    |
| 31 mei | 15:30 | Japan    | 38–27 (20–14) | Algerije |
| 31 mei | 17:30 | Kroatië  | 26–24 (15–12) | Rusland  |
| 1 juni | 15:30 | Japan    | 31–44 (13–19) | Rusland  |
| 1 juni | 17:30 | Algerije | 26–37 (13–14) | Kroatië  |

#### Eindstand
| № | Land     | Wedstrijden | Wedstrijden | Wedstrijden | Wedstrijden | Doelpunten | Doelpunten | Doelpunten | Punten |
| - | -------- | ----------- | ----------- | ----------- | ----------- | ---------- | ---------- | ---------- | ------ |
| № | Land     | G           | W           | G           | V           | V          | T          | Saldo      | Punten |
| 1 | Kroatië  | 3           | 3           | 0           | 0           | 100        | 72         | +28        | 6      |
| 2 | Rusland  | 3           | 2           | 0           | 1           | 107        | 69         | +38        | 4      |
| 3 | Japan    | 3           | 1           | 0           | 2           | 91         | 108        | –17        | 2      |
| 4 | Algerije | 3           | 0           | 0           | 3           | 65         | 114        | –49        | 0      |

## Vrouwen
| OKT #1                                                                 | OKT #2                                                                                     | OKT #3 |
| ---------------------------------------------------------------------- | ------------------------------------------------------------------------------------------ | --- |
| - 2e WK: Duitsland - 7e WK: Kroatië - 9e EK: Zweden - 2e Amerika: Cuba | - 3e WK: Roemenië - 6e WK: Hongarije - 2e Azië: Japan - Beste continent WK (Europa): Polen | - 4e WK: Frankrijk - 5e WK: Zuid-Korea - 2e Afrika: Ivoorkust - 2e continent WK (Azië): Congo-Brazzaville |

### OKT #1 inLeipzig

#### Wedstrijden
| Datum    | Tijd  |           | Score         |           |
| -------- | ----- | --------- | ------------- | --------- |
| 28 maart | 17:30 | Kroatië   | 31–25 (18–15) | Cuba      |
| 28 maart | 19:30 | Duitsland | 27–26 (15–13) | Zweden    |
| 29 maart | 13:30 | Zweden    | 31–20 (17–10) | Cuba      |
| 29 maart | 15:40 | Duitsland | 22–16 (7–5)   | Kroatië   |
| 30 maart | 13:00 | Zweden    | 24–22 (11–11) | Kroatië   |
| 30 maart | 15:10 | Cuba      | 21–37 (14–21) | Duitsland |

#### Eindstand
| № | Land      | Wedstrijden | Wedstrijden | Wedstrijden | Wedstrijden | Doelpunten | Doelpunten | Doelpunten | Punten |
| - | --------- | ----------- | ----------- | ----------- | ----------- | ---------- | ---------- | ---------- | ------ |
| № | Land      | G           | W           | G           | V           | V          | T          | Saldo      | Punten |
| 1 | Duitsland | 3           | 3           | 0           | 0           | 86         | 63         | +23        | 6      |
| 2 | Zweden    | 3           | 2           | 0           | 1           | 81         | 69         | +12        | 4      |
| 3 | Kroatië   | 3           | 1           | 0           | 2           | 69         | 71         | –2         | 2      |
| 4 | Cuba      | 3           | 0           | 0           | 3           | 66         | 99         | –33        | 0      |

### OKT #2 inBoekarest

#### Wedstrijden
| Datum    | Tijd  |           | Score         |           |
| -------- | ----- | --------- | ------------- | --------- |
| 28 maart | 15:00 | Hongarije | 39–30 (17–18) | Polen     |
| 28 maart | 17:00 | Roemenië  | 44–21 (18–12) | Japan     |
| 29 maart | 15:00 | Japan     | 29–27 (14–8)  | Polen     |
| 29 maart | 17:00 | Roemenië  | 31–29 (17–13) | Hongarije |
| 30 maart | 18:30 | Japan     | 29–39 (14–20) | Hongarije |
| 30 maart | 21:00 | Polen     | 26–27 (13–16) | Roemenië  |

#### Eindstand
| № | Land      | Wedstrijden | Wedstrijden | Wedstrijden | Wedstrijden | Doelpunten | Doelpunten | Doelpunten | Punten |
| - | --------- | ----------- | ----------- | ----------- | ----------- | ---------- | ---------- | ---------- | ------ |
| № | Land      | G           | W           | G           | V           | V          | T          | Saldo      | Punten |
| 1 | Roemenië  | 3           | 3           | 0           | 0           | 102        | 76         | +26        | 6      |
| 2 | Hongarije | 3           | 2           | 0           | 1           | 107        | 90         | +17        | 4      |
| 3 | Japan     | 3           | 1           | 0           | 2           | 79         | 110        | –31        | 2      |
| 4 | Polen     | 3           | 0           | 0           | 3           | 83         | 95         | –12        | 0      |

### OKT #3 inNîmes

#### Wedstrijden
| Datum    | Tijd  |                   | Score         |                   |
| -------- | ----- | ----------------- | ------------- | ----------------- |
| 28 maart | 17:00 | Zuid-Korea        | 37–23 (21–9)  | Congo-Brazzaville |
| 28 maart | 19:00 | Frankrijk         | 34–10 (16–7)  | Ivoorkust         |
| 29 maart | 16:00 | Ivoorkust         | 26–27 (13–12) | Congo-Brazzaville |
| 29 maart | 18:00 | Frankrijk         | 25–25 (13–14) | Zuid-Korea        |
| 30 maart | 15:00 | Ivoorkust         | 21–38 (9–15)  | Zuid-Korea        |
| 30 maart | 17:00 | Congo-Brazzaville | 19–36 (9–19)  | Frankrijk         |

#### Eindstand
| № | Land              | Wedstrijden | Wedstrijden | Wedstrijden | Wedstrijden | Doelpunten | Doelpunten | Doelpunten | Punten |
| - | ----------------- | ----------- | ----------- | ----------- | ----------- | ---------- | ---------- | ---------- | ------ |
| № | Land              | G           | W           | G           | V           | V          | T          | Saldo      | Punten |
| 1 | Frankrijk         | 3           | 2           | 1           | 0           | 95         | 54         | +41        | 5      |
| 2 | Zuid-Korea        | 3           | 2           | 1           | 0           | 100        | 69         | +31        | 5      |
| 3 | Congo-Brazzaville | 3           | 1           | 0           | 2           | 69         | 99         | –30        | 2      |
| 4 | Ivoorkust         | 3           | 0           | 0           | 3           | 57         | 99         | –42        | 0      |